# The Katie Melua Collection

The Katie Melua Collection est un album compilation de Katie Melua sorti en 2008. Il est accompagné d'un DVD comprenant un concert Arena à Rotterdam.

## Liste des titres
| No  | Titre                                                  | Durée |
| --- | ------------------------------------------------------ | ----- |
| 1.  | The Closest Thing To Crazy                             |       |
| 2.  | Nine Million Bicycles                                  |       |
| 3.  | What A Wonderful World (Duo posthume avec Eva Cassidy) |       |
| 4.  | If You Were A Sailboat                                 |       |
| 5.  | Piece By Piece                                         |       |
| 6.  | Call Off The Search                                    |       |
| 7.  | On The Road Again                                      |       |
| 8.  | Mary Pickford                                          |       |
| 9.  | Spider's Web                                           |       |
| 10. | Thank You' Stars                                       |       |
| 11. | I Cried For You                                        |       |
| 12. | Crawling Up A Hill                                     |       |
| 13. | Tiger In The Night                                     |       |
| 14. | When You Taught Me How To Dance                        |       |

| 15. | Two Bare Feet               |  |
| 16. | Toy Collection              |  |
| 17. | Somewhere In The Same Hotel |  |

## Réception
Selon la BBC, cet album est, pour qui ne connaît pas l'artiste, une «introduction pour découvrir une des principales artistes solistes britanniques », dont le premier album date seulement de 2003.
Le disque obtient cependant un grand succès commercial en 2008. Il est disque d'or au Royaume-Uni, en Belgique, au Danemark, en Allemagne et au Portugal et disque de platine en Suisse.